# Acracantha sydneyensis
Acracantha sydneyensis är en tvåvingeart som beskrevs av Frederick Askew Skuse 1890. Acracantha sydneyensis ingår i släktet Acracantha och familjen storharkrankar. Inga underarter finns listade i Catalogue of Life.